# La Constellation
La Constellation est un groupe de hip-hop canadien, originaire de la ville de Québec, au Québec, composé de 2 Faces le gémeau et Onze. Cette formation est celle à l'origine du collectif 83. La Constellation est l'un des premiers groupes de hip-hop de langue française au Québec à connaître le succès.

## Biographie
La Constellation se forme en 1995 après la rencontre entre les rappeurs 2 Faces le gémeau et Onze. Le groupe naît des cendres de Eleventh Reflektah. Le groupe se popularise entre autres grâce au clip du single Le Septième jour. 
Ce n'est que trois ans plus tard, en 1998, que le groupe signe sur le label Tacca, et publie son seul et unique album intitulé Dualité. L'accueil de l'album est particulièrement timide localement. En 1999, le groupe poursuit sur sa lancée et une nouvelle chanson intitulé La Quête. À cette période, La Constellation est le groupe hip-hop le plus populaire de Québec.

## Discographie
- 1998 : Dualité